# Alfredo Lazzaretti
Alfredo Lazzaretti (Vescovato, 28 agosto 1913 – Santa Margherita Ligure, 7 marzo 1980) è stato un calciatore italiano, di ruolo ala destra o centravanti.
Cessata l'attività agonistica è stato, nel corso degli anni sessanta, presidente della Sammargheritese.

## Caratteristiche tecniche
Era un'ala utilizzata spesso anche come centravanti, soprattutto nel periodo al Genova 1893.

## Carriera
Cresce nella Cremonese, dove disputa un campionato di Serie C e tre di Serie B, gli ultimi due da titolare.
Nel 1938 viene acquistato dal Genova 1893. In rossoblu Lazzaretti, spesso schierato come centravanti, va a segno in 14 occasioni (terzo nella classifica cannonieri dietro Aldo Boffi ed Ettore Puricelli), contribuendo al quarto posto finale. L'esordio con il Genova 1893 e quello contemporaneo in Serie A è datato 25 settembre 1938, nella sconfitta esterna dei liguri contro la Lazio per 1-2.
A fine stagione viene ceduto ai rivali cittadini del Liguria. In rossonero le reti realizzate scendono a 4 (fra cui una proprio nel derby del 3 dicembre 1939), e la stagione si conclude con la retrocessione.
Lazzaretti fa quindi ritorno al Genova 1893, segnando 3 reti in 19 partite, e a fine stagione viene ceduto al Novara, in Serie B, dove realizza 4 reti. Passa successivamente al Cuneo, con cui disputa il campionato di Serie C 1942-1943.
Dopo la guerra disputa la Serie B-C Alta Italia 1945-1946, concludendo sul 5º posto in girone finale.
Nel 1947 passa al Rapallo Ruentes, sodalizio in cui milita quattro stagioni.
In carriera ha totalizzato complessivamente 75 presenze e 21 reti in Serie A.

30 ottobre 1938, Juventus-Genova 1-1. Gol di Lazzaretti.

## Palmarès

### Club

#### Competizioni nazionali
- Serie C: 1

Cremonese: 1935-1936

#### Competizioni regionali
- Promozione: 1

Rapallo: 1949-1950